# 蓋爾斯巴赫河 (貝森巴赫河支流)
49°58′23.44″N 9°15′11.55″E / 49.9731778°N 9.2532083°E
蓋爾斯巴赫河（德語：Geiersbach），是德國的河流，位於該國東南部，由巴伐利亞負責管轄，屬於貝森巴赫河的左支流，河道全長1.1公里，流域面積0.4平方公里。